# 파더스 리틀 디버덴드
파더스 리틀 디버덴드(Father's Little Dividend)는 미국에서 제작된 빈센트 미넬리 감독의 1951년 코미디, 멜로/로맨스 영화이다. 스펜서 트레이시 등이 주연으로 출연하였고 팬드로 S. 버먼 등이 제작에 참여하였다.

## 출연

### 주연
- 스펜서 트레이시
- 조안 베넷

### 조연
- 엘리자베스 테일러
- 돈 테일러
- 빌리 버크
- 모로니 올슨
- 리처드 로버
- 마리에타 캔티
- 러스 탬블린
- 톰 아이리쉬
- 헤이든 로크
- 폴 하비
- 조지 브러그맨
- 도널드 클락
- 재클린 듀발
- 허버트 에반스
- 제이니 페이
- 데브 그리어
- 해리 하인즈
- 폴 크루거
- 딕 마틴
- 조 맥귄
- 제임스 멘지스
- 토머스 멘지스
- 하워드 M. 밋첼
- 론 포프
- 닉키 존슨 로버트슨
- 워렌 샤넌
- 에린 셀윈
- 프랭크 설리
- 비버리 톰슨
- 낸시 발렌틴
- 웬디 월드론
- 로버트 윌리엄스
- 조지 우즈

## 제작진
- 세트: 에드윈 B. 윌리스
- 의상: 헬렌 로즈
- 분장부문: 시드니 귈라로프
- 분장부문: 윌리엄 터틀